# Operacja nadmorska
Operacja nadmorska – działania wojenne armii Republiki Dalekiego Wschodu (faktycznie części Armii Czerwonej) wspieranej przez czerwonych partyzantów przeciwko białym oddziałom Michaiła Diterichsa. Trwała od 8 do 25 października 1922 r. i była to ostatnia wielka operacja czerwonych przeciwko białym podczas rosyjskiej wojny domowej.

## Tło wydarzeń
Latem i jesienią 1920 r. oddziały Republiki Dalekiego Wschodu, marionetkowego, zależnego od Rosji Radzieckiej państwa na Dalekim Wschodzie rozbiły antybolszewickie siły atamana Grigorija Siemionowa na Zabajkalu. W lipcu 1920 r. Japonia zgodziła się wycofać swoje interwencyjne oddziały wojskowe z rosyjskiego Dalekiego Wschodu. Ich ewakuacja umożliwiła bolszewikom odzyskanie kontroli nad Chabarowskiem i pokonanie białych Kozaków ussuryjskich Iwana Kałmykowa. Wojska japońskie pozostały jedynie wokół Władywostoku, w regionie nadmorskim. W samym Władywostoku w końcu maja 1921 r. doszło do przewrotu - oficerowie rozbitych białych armii obalili lokalny lewicowy rząd koalicyjny i ustanowili własny, kierowany przez Spiridona Mierkułowa. Przetrwał on do czerwca 1922 r., gdy kolejny przewrót w mieście przeprowadził Michaił Diterichs, dawniej jeden z dowódców białej Armii Rosyjskiej adm. Aleksandra Kołczaka. We wrześniu tego roku podjął on próbę ofensywy w kierunku Chabarowska. 
Liczące ok. 15 tys. żołnierzy, 750 karabinów maszynowych, 32 działa i 4 pociągi pancerne siły białych prowadziły działania w dwóch grupach: wzdłuż ussuryjskiej linii kolejowej oraz na wschód od niej, w kierunku Runowki, Olchowki i Uspienki. Udało im się zająć Uspienkę i stację Szmakowka, tam jednak zostały powstrzymane przez Ludową Armię Rewolucyjną Republiki Dalekiego Wschodu oraz wspierających ją partyzantów. Biali wycofali się na stację Swijagino i rozjazd Krajewski.

## Przebieg operacji
Dowodzący wojskami Republiki Dalekiego Wschodu Ijeronim Uborewicz zgromadził w okolicach stacji kolejowej Szmakowka grupę uderzeniową pod dowództwem Michaiła Olszanskiego. W jej skład weszły m.in. 2 dywizja nadamurska, Dalekowschodnia brygada kawalerii, Spasski oddział partyzancki, batalion saperów. Łącznie grupa liczyła ok. 8000 żołnierzy, 288 karabinów maszynowych, 24 działa i 2 pociągi pancerne. 1 dywizja zabajkalska, licząca 5 tys. żołnierzy, 143 karabiny maszynowe i 18 dział pozostawała w rezerwie. Z dowództwem grupy uderzeniowej współpracowały oddziały czerwonych partyzantów w sile ok. 5 tys. żołnierzy.
5 października grupa uderzeniowa rozpoczęła marsz na południe i 8 października zajęła stację Swijagino, zmuszając białych do odwrotu w kierunku Spasska. Jeszcze tego samego dnia czerwoni rozpoczęli szturm na górniczy Spassk, który już od pewnego czasu był ośrodkiem formowania się bolszewickiego ruchu partyzanckiego. Bitwa zakończyła się zwycięstwem czerwonych 9 października. Między 10 a 15 października oddziały Armii Czerwonej w kilku kolejnych bitwach w rejonie Wozniesienskiego i Monastyriszcza rozbiły siły Diterichsa. 1 dywizja zabajkalska opanowała stacje Golenka i Grodiekowo, natomiast 2 dywizja nadamurska zajęła Nikolsk Ussuryjski. 19 października jednostki 1 dywizji zabajkalskiej zbliżyły się do Władywostoku, gdzie na wieść o zbliżaniu się bolszewików miejscowi robotnicy rozpoczęli strajk. Rząd Diterichsa przestał funkcjonować. Michaił Diterichs oraz 10 tys. białych wojskowych oraz popierających ich cywilów opuściło region nadmorski na pokładach okrętów białej Flotylli Syberyjskiej, udając się do Korei. W tym samym czasie z regionu nadmorskiego wycofały się ostatnie oddziały japońskie. 25 października 1922 r. dowodzone przez Uborewicza siły czerwonych wkroczyły do Władywostoku. Tym samym zwycięstwem czerwonych zakończyła się ostatnia większa operacja wojskowa przeciwko białym na Syberii i Dalekim Wschodzie, chociaż do starć na mniejszą skalę (m.in. bitwa z oddziałem Anatolija Piepielajewa) dochodziło jeszcze w roku następnym.